# Dixie Carter (wrestling)
Dixie Carter (Dallas, 6 ottobre 1964) è un'imprenditrice e personaggio televisivo statunitense.
Tra il 2002 e il 2017 è stata presidente della Total Nonstop Action, federazione di wrestling con sede nella città di Nashville (Tennessee).

## Biografia
Nata da Robert e Janice Carter il 6 ottobre 1964, Dixie Carter ottenne il diploma superiore all'Hockaday High School di Dallas (Texas) nel 1982; frequentò poi la Mississippi University di Oxford (Mississippi), conseguendo una laurea in economia aziendale. Nel 1987 iniziò la sua carriera lavorativa come tirocinante nell'impresa di marketing Levenson & Hill, a Irving (Texas), diventando dapprima impiegata a tempo pieno ed in seguito vicepresidente della società.

## Carriera
Nel 2002 Dixie Carter venne contattata dal presidente della società di booking Monterey Peninsula Talent, la quale le riferì che la Total Nonstop Action, una neonata federazione di wrestling con sede nella città di Nashville (Tennessee), stava richiedendo marketing e pubblicità; tuttavia due mesi più tardi fu informata da Jeff Jarrett, fondatore della TNA insieme al padre Jerry, che il principale finanziatore della compagnia aveva ritirato il proprio sostegno a causa di gravi difficoltà finanziarie. Dixie Carter, affermando di vedere un grande potenziale nella TNA, si rivolse ai suoi genitori e li convinse a sostenerla, tanto che i due acquisirono il 71% delle azioni a fine anno; la donna venne poi designata come presidente esecutivo e vi rimase fino al 2017, quando lasciò l'incarico a Ed Nordholm.

## Vita privata
Dixie Carter è sposata con il produttore discografico Serg Salinas.